# Lissanthe sapida
Lissanthe sapida är en ljungväxtart som beskrevs av Robert Brown. Lissanthe sapida ingår i släktet Lissanthe och familjen ljungväxter. Inga underarter finns listade i Catalogue of Life.